# Linea Asatō
La Linea Asatō (阿佐東線?, Asatō-sen), è una linea ferroviaria della Ferrovia costiera Asa (Asatetsu) situata nelle prefetture di Kōchi e Tokushima in Giappone. Collega la stazione Awa-Kainan alla stazione Kannoura. Dal 25 dicembre 2021 sulla linea operano solo veicoli dual mode (DMV) che consentono il passaggio diretto tra ferrovia e strada.

## Storia
Nel 1959, le Ferrovie Nazionali Giapponesi avviarono la costruzione della sezione orientale della linea Asa, con l'intenzione di raggiungere Muroto, dove si sarebbe collegata con il prolungamento pianificato della sezione occidentale della linea Asa da Kōchi.
La prima sezione di 12 chilometri (7,5 miglia) fino a Kaifu fu aperta nel 1973 e ulteriori lavori furono intrapresi fino alla sospensione dei lavori nel 1980. Nel 1988 i lavori di costruzione a sud di Kaifu furono riavviati dalla Ferrovia costiera Asa, una società del terzo settore allora appena fondata. La sezione Kaifu–Kannoura, ora chiamata Linea Asatō, fu aperta nel 1992.
La parte occidentale pianificata della linea Asa è stata aperta come linea Asa della ferrovia Tosa Kuroshio per Nahari nel 2002.
Nel novembre 2020, il tratto tra Kaifu e Awa-Kainan appartenente alla linea Mugi di JR Shikoku è stato trasferito alla Ferrovia costiera Asa, che ha iniziato i lavori per adattarlo al DMV (Dual Mode Vehicle). Questa modalità di trasporto consente di servire le aree in cui non ci sono binari.

## Caratteristiche

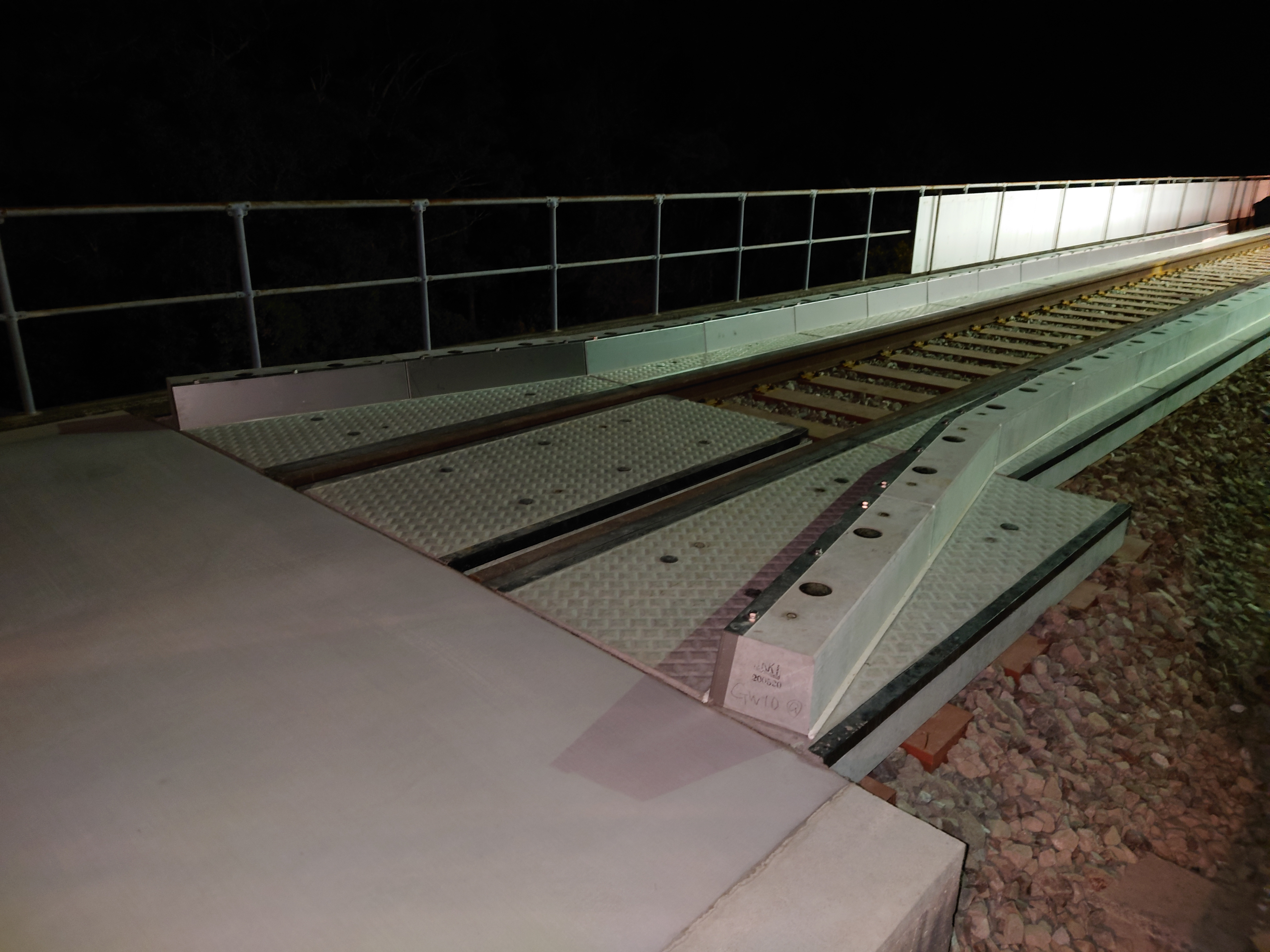
Area di scambio ferrovia/strada a Kannoura

### Linea
- Lunghezza: 10 km
- Scartamento: 1.067 mm
- Numero di binari: binario unico
- Numero stazioni: 4

### Stazioni
| N°       | Stazione   | Nome giapponese | Distanza (km) | Collegamenti      | Posizione | Posizione               |
| -------- | ---------- | --------------- | ------------- | ----------------- | --------- | ----------------------- |
| M27 AS27 | Awa-Kainan | 阿波海南        | 0             | JR Shikoku : Mugi | Mugi      | Prefettura di Tokushima |
| AS28     | Kaifu      | 海部            | 1,5           |                   | Kaiyō     | Prefettura di Tokushima |
| AS29     | Shishikui  | 宍喰            | 7,6           |                   | Kaiyō     | Prefettura di Tokushima |
| AS30     | Kannoura   | 甲浦            | 10,0          |                   | Tōyō      | Prefettura di Kōchi     |